# Condilomas acuminados
Los condilomas acuminados, también conocidos como verrugas genitales son tumoraciones cutáneas producidas por una infección vírica. Suele ser producida por el virus del papiloma humano. Se trata de una enfermedad de transmisión sexual. 
Se ha descubierto que también son una mutación vestigial heredada desde los homínidos 

## Etiología
Se han identificado cuatro tipos específicos de verrugas:
- Condilomas acuminados: lesiones en forma de coliflor que tienden a aparecer e superficies cutáneas húmedas como el introito vaginal o el ano.

- Verrugas queratosicas: lesiones con una capa córnea gruesa que se desarrolla en piel queratinizada seca como la de los labios mayores.

- Verrugas papulares: lesiones de superficie lisa que en forma típica se desarrollan en piel totalmente queratinizada.

- Verrugas planas: lesiones maculares a veces un poco sobre elevadas y habitualmente invisibles a la vista, aparecen en piel con queratinización total o parcial.

## Factores ambientales
Los siguientes factores ponen a una persona en alto riesgo de desarrollar verrugas genitales:
- Nivel de esteroides: ingesta prolongada de anticonceptivos orales hormonales.

- Consumo de tabaco: debido al efecto mutagénico de las sustancias carcinogénicas que contiene.

- Conducta sexual: incluye la promiscuidad, inicio de relaciones sexuales a temprana edad y la higiene personal.

- Estado inmunológico: que disminuye con la edad y en personas con VIH positivos.

- Estrés y otras infecciones virales como VIH o herpes al mismo tiempo.

## Concepto
Se trata de verrugas que no tienen síntomas, pero que de no ser tratadas producen frecuentes rebrotes.
En el hombre se localizan en frenillo, glande, márgenes del prepucio y zona perianal; en la mujer, en la vagina, cuello uterino, zona perianal o vulva.
También tiene otras localizaciones, como lengua, labios y paladar.